# Cycas wadei
Cycas taitungensis — вид голонасінних рослин класу саговникоподібні (Cycadopsida).

## Опис
Стебла дерев'янисті, до 5 м заввишки 10–20 см в діаметром у вузькому місці. Листя темно-зелене, напівглянсове (75)130–132 см завдовжки. Пилкові шишки веретеновиді, 40–70 см завдовжки, 7–9(10) см у діаметрі. Мегаспорофіли 14–19(22) см завдовжки, коричнево-повстяні. Насіння від майже кулястого до яйцюватого, 17–19(40) мм, 15–17(30) мм шириною; саркотеста оранжево-коричнева.

## Поширення, екологія
C. wadei є ендеміком Філіппін, де знаходиться на острові Куліон, частині Каламаньянової групи. Рослини ростуть на висотах від 20 до 50 м. Цей вид росте на невисоких пагорбах у рівнинних регіонає на тлі великих відкритих просторів грубої трави де переважають види Imperata. Рослини знаходяться в умовах низьких чагарників або дерев, що межують з великою відкритою трав'янистою місцевістю.

## Використання
Вирощується як декоративна рослина і насіння також використовуються як прикраса.

## Загрози та охорона
Цей вид знаходиться під загрозою через перетворення на пасовища для худоби. На основі супутникових знімків, не менш 30 % від місць проживання було очищено. Насіння і саджанці виду збирають і продають як декоративні на місцевих ярмарках.